# Casterman
Casterman – belgijskie wydawnictwo komiksowe i książek dla dzieci i młodzieży. Zostało założone w 1780 roku w Tournai i początkowo działało jako drukarnia. Od 1934 roku publikowało serię komiksową Przygody Tintina autorstwa Hergé, co zapoczątkowało działalność wydawnictwa na polu komiksu. Wśród znanych także w Polsce komiksów Castermana są m.in. Corto Maltese, Szninkiel, Skład główny, To była wojna okopów. Wydawnictwo należy od 2004 do koncernu medialnego Groupe Flammarion.